# Línea 4 (AUVASA)
La línea 4 de AUVASA une los barrios de Fuente Berrocal y Pinar de Jalón con el centro de Valladolid. A lo largo de su recorrido da servicio a lugares como la Feria de Valladolid, el Museo Patio Herreriano, el parque del Campo Grande, la Universidad Europea Miguel de Cervantes o la sede del Instituto Nacional de la Seguridad Social (INSS) de la calle Boston, así como la estación de autobuses con sus paradas en el paseo del Arco de Ladrillo. También pasa por las cercanías de los aparcamientos disuasorios de Feria de Muestras, Las Moreras y Pº del Renacimiento.

## Historia
La línea 4 nació en el año 2007 para dar servicio al nuevo barrio de Pinar de Jalón, con un trayecto radial hacia el centro de Valladolid. Con motivo de una reorganización de los recorridos iniciada en 2018, fue fusionada con la línea 12 hasta la urbanización de Fuente Berrocal.

## Frecuencias
La línea 4 es una línea A Horario por lo que se indican todos los horarios de salida:
| DÍA            | LUGAR DE SALIDA | HORARIOS DE SALIDA | HORARIOS DE SALIDA | HORARIOS DE SALIDA | HORARIOS DE SALIDA | HORARIOS DE SALIDA | HORARIOS DE SALIDA | HORARIOS DE SALIDA | HORARIOS DE SALIDA | HORARIOS DE SALIDA | HORARIOS DE SALIDA | HORARIOS DE SALIDA | HORARIOS DE SALIDA | HORARIOS DE SALIDA | HORARIOS DE SALIDA | HORARIOS DE SALIDA | HORARIOS DE SALIDA | HORARIOS DE SALIDA | HORARIOS DE SALIDA |
| -------------- | --------------- | ------------------ | ------------------ | ------------------ | ------------------ | ------------------ | ------------------ | ------------------ | ------------------ | ------------------ | ------------------ | ------------------ | ------------------ | ------------------ | ------------------ | ------------------ | ------------------ | ------------------ | ------------------ |
| Todos los días | PINAR DE JALÓN  | 07:20              | 07:55*             | 08:25              | 08:55*             | 09:25              | 10:00*             | 10:35              | 11:35              | 12:40              | 13:40              | 14:40              | 15:40              | 16:40              | 17:40              | 18:40              | 19:45              | 20:50              | 21:35              |
| Todos los días | FUENTE BERROCAL | 07:20              | 08:25              | 09:25              | 10:25              | 11:30              | 12:35              | 13:35              | 14:40              | 15:35              | 16:30              | 17:30              | 18:35              | 19:40              | 20:40              | 21:40              | 22:20*             |                    |                    |

- Servicios especiales adicionales de lunes a viernes laborables, excepto mes de agosto:

7:55*, 8:55* y 10:00* h de Pinar de Jalón hasta Pza. Madrid fuente.
13:25*, 14:25* y 15:25* h de Pza. Poniente fte. Jorge Guillén hasta Pinar de Jalón.
- El servicio de las 22:20* de Fuente Berrocal finaliza en Avda. Ramón Pradera Feria de Valladolid.

## Paradas
Nota: Al pinchar sobre las paradas se muestra cuanto tiempo queda para que pase el autobús por esa parada.
| Hacia Fuente Berrocal                                        | Correspondencia con líneas:         |
| ------------------------------------------------------------ | ----------------------------------- |
| C/ Kilimanjaro fte. Pza. Everest                             | 16                                  |
| C/ Kilimanjaro 1 esq. Peñalara                               | 16                                  |
| Ctra. Segovia Col. Hijas de Jesús                            | 13 14 19                            |
| C/ Víctimas del Terrorismo esq. Ctra. Segovia                | 6 19 H                              |
| C/ Víctimas del Terrorismo Hospital Río Hortega              | 6 19 H                              |
| C/ Armonio esq. Laúd                                         | 9 19 F2                             |
| C/ Miguel Ruiz de Temiño esq. Juan Carlos I sentido centro   | 9 19 F2                             |
| C/ Padre Benito Menni fte. 6 esq. Caamaño                    | H                                   |
| Pº Arco de Ladrillo esq. Transición                          | -                                   |
| Pº Arco de Ladrillo 49 esq. General Shelly                   | -                                   |
| Pº Arco de Ladrillo 31 esq. Pº Farnesio                      | -                                   |
| Pº Arco de Ladrillo 3 esq. Aragón                            | Estación de autobuses de Valladolid |
| Pza. Madrid fuente                                           | -                                   |
| C/ Doctrinos 12 esq. María de Molina                         | 3 5 6 8 24 F3 F4 F5                 |
| Pº Isabel la Católica Pza. Poniente                          | 24                                  |
| Pº Isabel la Católica 27 esq. Conde de Benavente             | -                                   |
| Avda. Gijón 6 Pza. San Bartolomé                             | -                                   |
| Avda. Gijón 26 Canal                                         | 5 6 C1 F6                           |
| Ctra. Fuensaldaña fte. Subida Fuente el Sol                  | -                                   |
| C/ Carabela fte. Galeón                                      | -                                   |
| C/ Fuente del Berrocal gasolinera                            | -                                   |
| C/ El Barbero de Sevilla esq. La Flauta Mágica               | -                                   |
| C/ La Flauta Mágica esq. Parsifal                            | -                                   |
| C/ Príncipe Ígor esq. La Flauta Mágica                       | -                                   |
| Hacia Pinar de Jalón                                         |                                     |
| C/ Príncipe Ígor esq. La Flauta Mágica                       | -                                   |
| C/ La Flauta Mágica esq. Electra                             | -                                   |
| C/ El Barbero de Sevilla esq. Pza. La Ópera                  | -                                   |
| C/ Fuente del Berrocal fte. gasolinera                       | -                                   |
| C/ Carabela fte. Galeón                                      | -                                   |
| Ctra. Fuensaldaña esq. Subida Fuente el Sol                  | -                                   |
| Avda. Gijón 3 fte. Canal                                     | 5 6 C2 F6                           |
| Avda. Gijón 1 esq. Pza. San Bartolomé                        | 5 6 C2 F6                           |
| Avda. Ramón Pradera 15-17                                    | 24 F6                               |
| Avda. Ramón Pradera fte. hotel                               | 5 6 24 F6                           |
| Avda. Ramón Pradera Feria de Valladolid                      | 5 6 24 F6                           |
| Avda. Gloria Fuertes 1 esq. Joaquín Velasco Martín           | 6 24                                |
| Pza. Poniente fte. Jorge Guillén                             | 1 3 6 8 F3 F4 F5                    |
| Pza. Fuente Dorada                                           | 1 2 3 6 8 24 F3 F4 F5               |
| C/ López Gómez 13 esq. Fray Luis de León                     | 3 6 24 F3 F4                        |
| Pza. España Bola del Mundo                                   | 1 2 7 8 F4 F5                       |
| Pza. Zorrilla 3 esq. Santiago                                | 1 7 18 19                           |
| Pº Filipinos esq. Pº Zorrilla                                | -                                   |
| Pº Arco de Ladrillo 8 esq. Hosp. Militar                     | Estación de autobuses de Valladolid |
| Pº Arco de Ladrillo 50 esq. Adolfo Suárez                    | -                                   |
| Pº Arco de Ladrillo 68                                       | -                                   |
| Pº Arco de Ladrillo fte. Transición                          | -                                   |
| C/ Padre Benito Menni esq. Caamaño                           | C1 H                                |
| C/ Miguel Ruiz de Temiño esq. Juan Carlos I sentido Hospital | 9 19 F2                             |
| C/ Armonio 22 esq. Castañuelas                               | 9 19 F2                             |
| C/ Víctimas del Terrorismo fte. Hospital Río Hortega         | 19                                  |
| Ctra. Segovia fte. Víctimas del Terrorismo                   | 14 19                               |
| Ctra. Segovia fte. Col. Hijas de Jesús                       | 13 14 19                            |
| C/ Kilimanjaro 2                                             | 16                                  |
| C/ Kilimanjaro fte. 39                                       | 16                                  |
| C/ Kilimanjaro fte. Pza. Everest                             | 16                                  |

## Líneas relacionadas
Ambos extremos de la línea 4 tienen servicio nocturno viernes, sábados y vísperas de festivos con dos expediciones de la línea B2.